# Премьер-министр Чехии
Председатель Правительства Чешской Республики (чеш. Předseda vlády České republiky) или Премьер-министр Чехии — глава правительства Чешской Республики. 
Согласно Конституции Чехии, премьер-министр руководит работой правительства, организует совещания правительства и контролирует его деятельность. На основании предложения премьер-министра, президент страны должен отозвать с должности или назначить министра. Премьер-министр и Правительство Чехии вместе с руководителями министерств отчитываются совместно за свои действия перед Палатой депутатов Парламента Чешской Республики. Текущий премьер-министр — Петр Фиала, который был назначен на эту должность 28 ноября 2021 года.
Председатель назначается Президентом Чехии и обязуется в первую очередь сформировать своё правительство, которое обязано попросить вотум доверия у Палаты депутатов. В случае, если председателю дважды не удается сформировать правительство (правительство не получает доверие парламента), то президент назначает председателя на основании предложения председателя Палаты депутатов. Председатель правительства подает прошение об отставке президенту. Согласно конституционному обычаю, отставка премьер-министра является отставкой всего правительства.
Является одним из семи обладателей ключа от двери коронной палаты в часовне Святого Вацлава в соборе Святого Вита, в которой хранятся Чешские королевские регалии.

## Полномочия и роль
Председатель правительства является главой исполнительной власти в Чешской Республике. Согласно дипломатическому протоколу, премьер-министр является четвертым высшим конституционным должностным лицом государства. 
Поскольку Чехия является парламентской республикой, премьер-министр и его правительство отчитываются перед Палатой депутатов Парламента. Конституция предусматривает, что для того, чтобы приступить к своим полномочиям, премьер-министр должен получить вотум доверия от нижней палаты парламента. В случае утраты доверия, премьер-министр обязан подать в отставку, а президент страны должен назначить нового премьер-министра или поручить действующему сформировать новое правительство, которое бы имело поддержку в парламенте.
По мимо организации работы правительства, премьер-министр также осуществляет иную деятельность, возложенную на него Конституцией или другими законами. Он подписывает правительственные распоряжения и постановления правительства, подписывает законы и правовые акты Сената. По его предложению президент назначает и освобождает от должности других членов правительства. Через него, члены правительства подают заявления об отставке президенту. Премьер-министр также уполномочен освободить члена правительства или главу государственного аппарата от соблюдения конфиденциальности в отношении секретных материалов. В силу своего положения он представляет Чешскую Республику в Европейском Совете и имеет право на дипломатический паспорт. Он также является непосредственным руководителем Генеральной инспекции сил безопасности, он назначает и увольняет ее директора, ответственного перед ним за выполнение своих обязанностей.
Премьер-министр скрепляет подписями решения президента в соответствии с 63 статьей Конституции и несет за них ответственность вместе со всем правительством. Он может уполномочить другого члена правительства поставить подпись, а может и отказать президенту в подписании его решения. В случае, если должность президента становится вакантной или если президент не может выполнять свои функции, он несет ответственность за выполнение определенных функций в соответствии с 63 статьей Конституции. В частности, это:
- представлять государство на международной арене;
- вести переговоры и ратифицировать международные соглашения;
- быть главнокомандующим вооруженными силами;
- приём глав иностранных представительств;
- уполномочивает и освобождает от должности глав представительств за рубежом;
- награждать государственными наградами;
- назначать судей;
- постановлять об отказе в возбуждении или прекращении уголовного дела;
- предоставлять амнистию.

Существенными полномочиями премьер-министра является возможность, в исключительных случаях, когда есть риск, сменить своим решением все правительство или объявить чрезвычайное положение, при этом принять соответствующие антикризисные меры. Правительство должно одобрить или отменить это решение в течение 24 часов с момента его объявления.
В силу своей должности премьер-министр также является председателем Совета безопасности государства.
Премьер-министр имеет собственную награду Медаль Карла Крамаржа, которой может оценить любого чешского или иностранного гражданина.

## Резиденция
Официальной резиденцией главы правительства является Вилла Крамаржа, расположенная по адресу: Градчаны, улица Гоголова, дом 212/1. Построена в 1912—1915 годах по проекту венского архитектора Фридриха Омана.

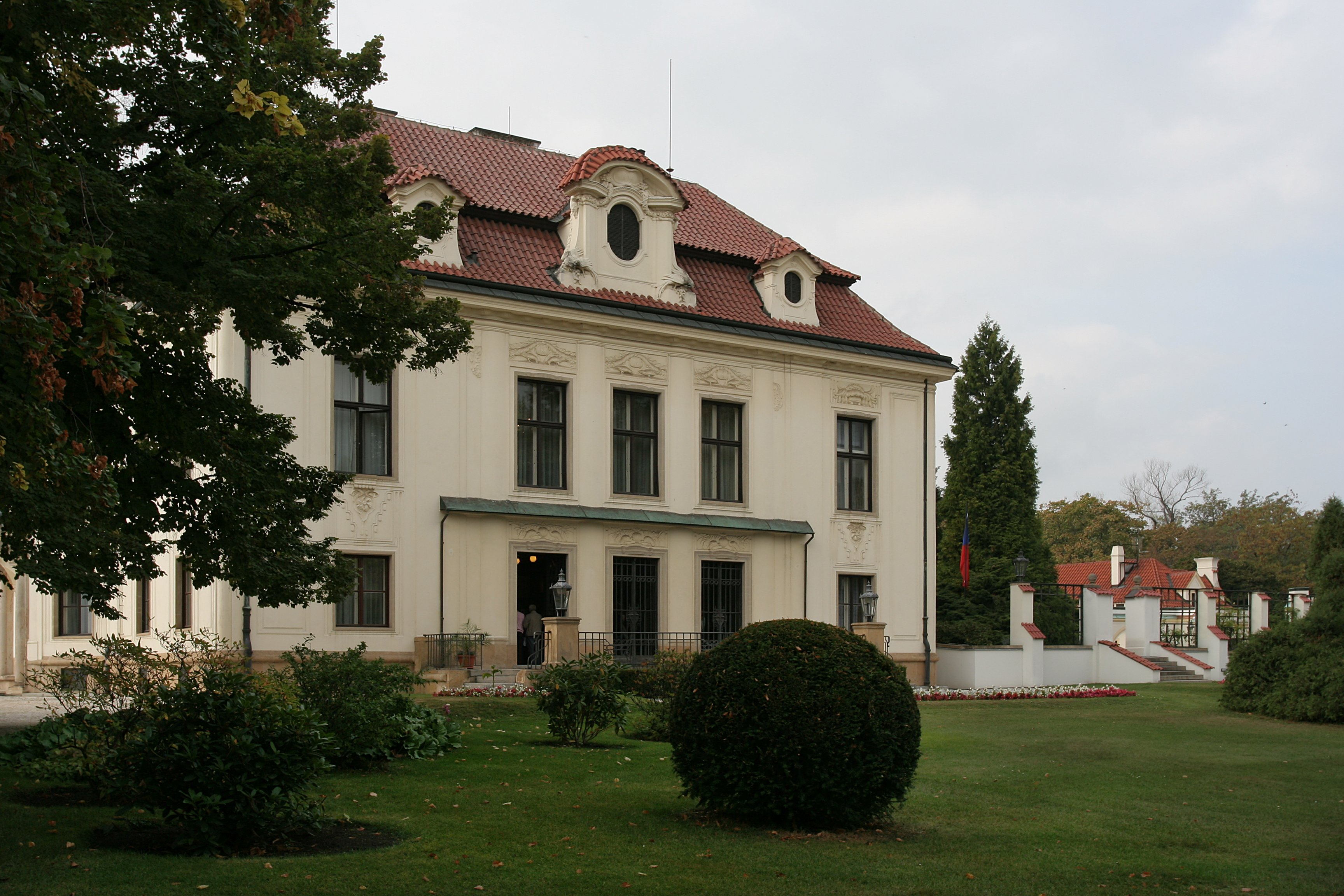
Вид на виллу из сада
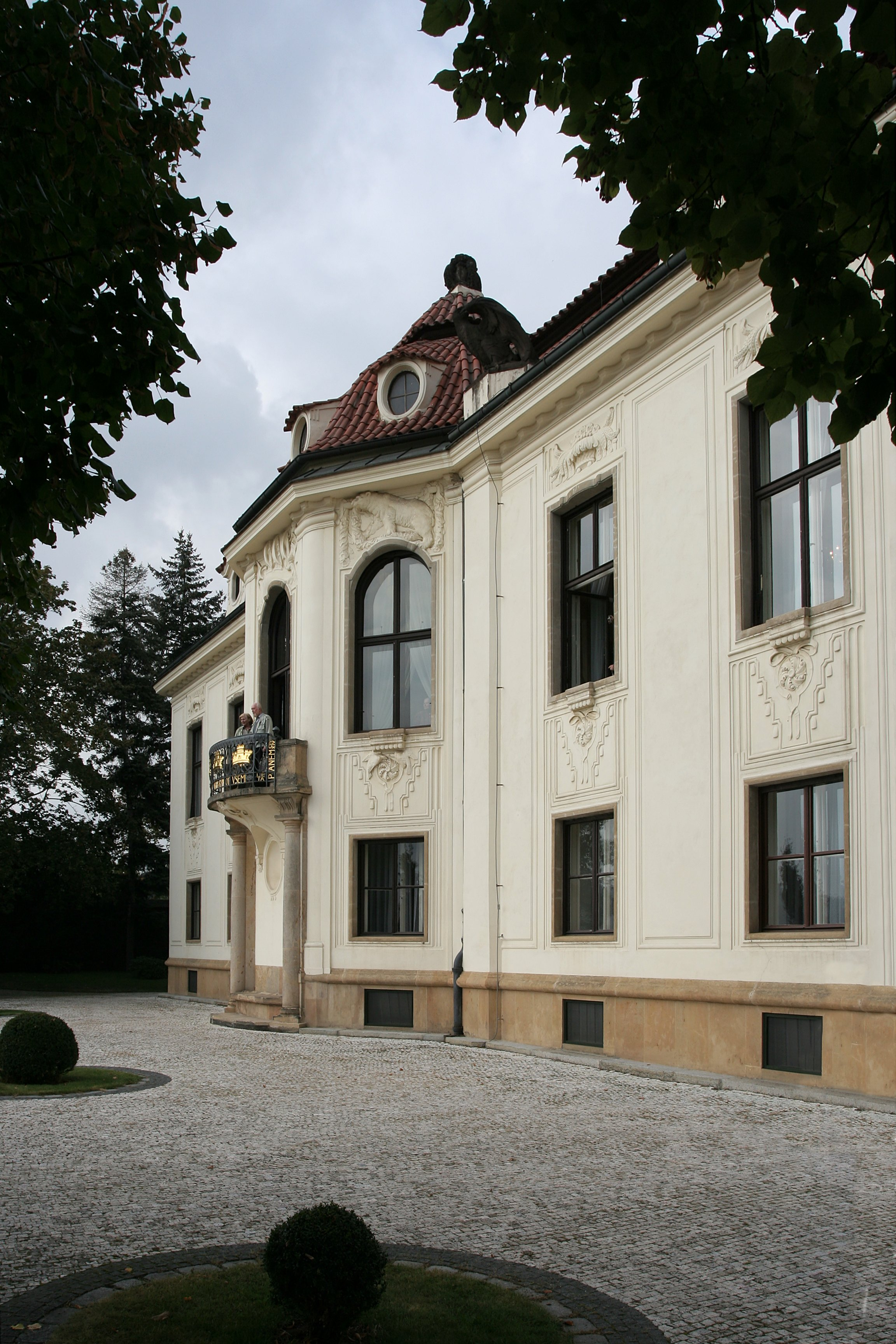
Вид на виллу из сада
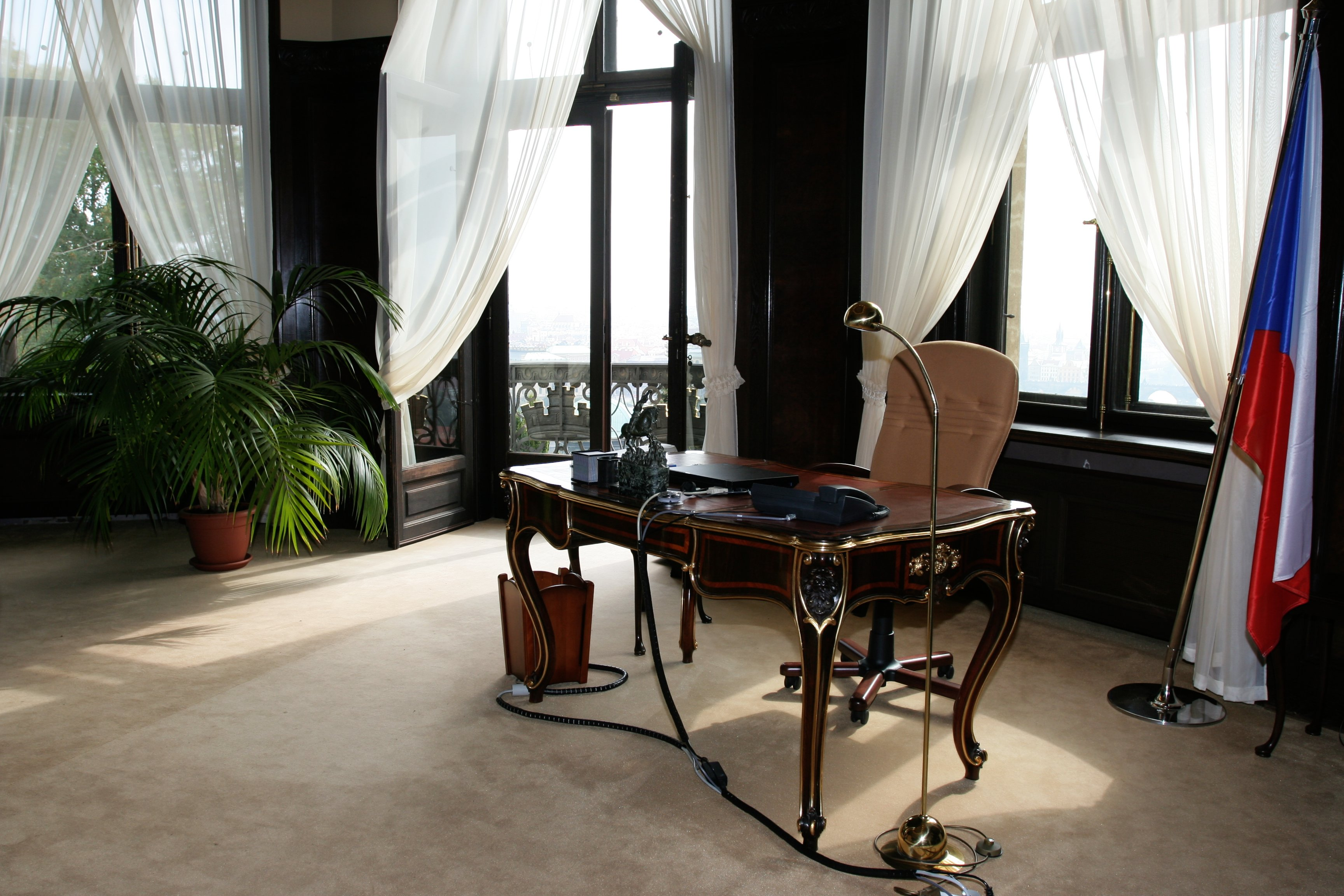
Кабинет Премьер-министра